# Karuselna stružnica
Karuselne stružnice so prečne stružnice z navpičnim glavnim vretenom. Uporabljamo jih za struženje obdelovancev, pri katerih je razmerje med premerom in dolžino zelo veliko, ali če imajo zelo velik premer (tudi do 25m in več) in veliko težo. Primerne so za večje tovarne. Največkrat z njimi stružijo ohišja turbin.
Prednost le teh v primerjavi s čelnimi je v tem, da večje in težje obdelovance laže vpnemo, saj pritiskajo z lastno težo na vpenjalno ploščo. Ker se vpenjalna plošča vrti vodoravno, so tudi ležaji glavnega vretena manj obremenjeni kot pri čelni stružnici. 
Karuselne stružnice za večje obdelovance imajo navadno dva stebra, ki sta zgoraj povezana v okvir, da je stroj bolj tog. Na obeh stebrih so navpična vodila, po katerih s posebnim elektromotorjem dvigamo ali spuščamo prečko. Na prečki so vodoravna vodila, po katerih lahko premikamo sani. Na saneh je navpični suport. Večje karuselne stružnice imajo tudi vsaj ene bočne sani, s katerimi stružimo vzdolžno zelo velike zunanje premere in se zato lahko gibljejo navpično po vodilih na stebru. Največje karuselne stružnice imajo vpenjalno ploščo dvodelno, nameščena pa je v višini tal. Na zunanji plošči, ki ima obliko obroča, obdelujemo največje obdelovance. Na notranjo ploščo vpenjamo in obdelujemo manjše obdelovance